# Маневр висування нижньої щелепи

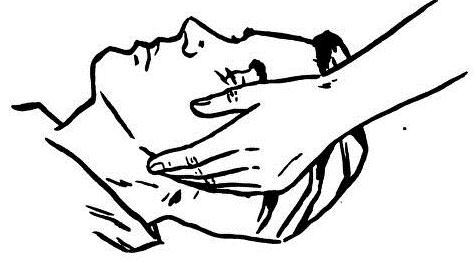
Маневр висування щелепи — це метод, який використовується для відкриття дихальних шляхів у пацієнта без свідомості

Маневр висування нижньої щелепи (англ. jaw-thrust maneuver) — це медична процедура, яка використовується для запобігання блокуванню верхніх дихальних шляхів язиком. Цей маневр та маневр закидання голови-виведення підборіддя є двома основними інструментами базового забезпечення прохідності дихальних шляхів, і їх часто застосовують разом з іншими базовими методами, наприклад ШВЛ з використанням реанімаційного мішка. Висування щелепи часто використовується для пацієнтів з травмою шийного відділу хребта або підозрою на таку травму.
Цей прийом використовується на пацієнті, приведеного у положення лежачи на спину. За допомогою вказівного та середнього пальців рятувальник фізично підіймає за задні поверхні нижню щелепу, при цьому натискаючи великими пальцями натискають на підборіддя, щоб відкрити рот. Зміщуючись вперед, нижня щелепа тягне язик вперед і запобігає блокуванню ним входу до трахеї.
Традиційно маневр висування щелепи вважався кращою альтернативою, ніж маневр закидання голови-виведення підборіддя), коли особа, яка надає першу допомогу, підозрює, що у пацієнта може бути травма хребта (особливо шийного відділу). Втім, Міжнародний комітет з реанімації (англ. International Liaison Committee on Resuscitation, ILCOR) розглянув різні дослідження, які не виявили особливих переваг маневру висування щелепи для захисту хребта
У його «Рекомендаціях щодо лікування» (англ. Treatment Recommendation) в розділі «Відкриття дихальних шляхів» (англ. Opening the Airway) зазначено: «Рятувальники повинні відкрити дихальні шляхи за допомогою маневру закидання голови-виведення підборіддя». У випадку високої ймовірності легеневої, пацієнта розмістити у стабільне бічне положення або провести розширене відновлення прохідності дихальних шляхів.